# Liste der Nummer-eins-Hits in Frankreich (2000)
Diese Liste enthält alle Nummer-eins-Hits in Frankreich im Jahr 2000. Es gab in diesem Jahr zwölf Nummer-eins-Singles und 25 Nummer-eins-Alben.

## Singles
| ← 1999 ← | Liste der Nummer-eins-Hits in Frankreich | Liste der Nummer-eins-Hits in Frankreich         | Liste der Nummer-eins-Hits in Frankreich                                                      | 2001 → |
| \| Zeitraum \| Wo. ges. \| Interpret \| Titel Autor(en) \| Zusätzliche Informationen \| \| (Zeitraum, Wochen auf Platz eins, Interpret, Titel, Autor[en], zusätzliche Informationen) \| \| \| \| \| \| ----------------------------------------------------------------------------------------- \| -------- \| ------------------------------------------------ \| --------------------------------------------------------------------------------------------- \| ----------------------------------------------------------------------------------------------------------------- \| \| 22. August 1999 – 8. Januar 2000 20 Wochen \| 20 \| Lou Bega \| Mambo No. 5 Perez Prado, Lou Bega, Christian Pletschacher \| Mambo No. 5 wurde von der SNEP für über 750.000 verkaufte Exemplare mit einer Diamant-Schallplatte ausgezeichnet. \| \| 9. Januar 2000 – 22. Januar 2000 2 Wochen (insgesamt 4) \| 4 \| Eiffel 65 \| Move Your Body Maury Lobina, Jeffrey Jey, Massimo Gabutti, Domenico Capuano, Roberto Molinaro \| Nach Blue (Da Ba Dee) ist Move Your Body der zweite Nummer-eins-Hit von Eiffel 65. \| \| 23. Januar 2000 – 29. Januar 2000 1 Woche (insgesamt 2) \| 2 \| Hélène Ségara \| Il y a trop de gens qui t'aiment Thierry Geoffroy, Christian Vié \| – \| \| 30. Januar 2000 – 12. Februar 2000 2 Wochen (insgesamt 4) \| 4 \| Eiffel 65 \| Move Your Body Maury Lobina, Jeffrey Jey, Massimo Gabutti, Domenico Capuano, Roberto Molinaro \| – \| \| 13. Februar 2000 – 19. Februar 2000 1 Woche (insgesamt 2) \| 2 \| Hélène Ségara \| Il y a trop de gens qui t'aiment Thierry Geoffroy, Christian Vié \| – \| \| 20. Februar 2000 – 8. April 2000 7 Wochen \| 7 \| Tom Jones & Mousse T. \| Sex Bomb Thierry Geoffroy, Christian Vié \| – \| \| 9. April 2000 – 22. Juli 2000 15 Wochen \| 15 \| Yannick \| Ces soirées là Bob Gaudio, Yannick, Judy Parker, DJ Effa \| – \| \| 23. Juli 2000 – 19. August 2000 4 Wochen \| 4 \| Santana feat. The Product G&B \| Maria Maria Carlos Santana, Wyclef Jean, Jerry Duplessis, Karl Perazzo, Raul Rekow \| – \| \| 20. August 2000 – 11. November 2000 12 Wochen (insgesamt 17) \| 17 \| Philippe d'Avilla, Damien Sargue, Grégori Baquet \| Les rois du monde Gérard Presgurvic \| Das Lied stammt aus dem französischsprachigen Musical Romeo und Julia von Gérard Presgurvic. \| \| 12. November 2000 – 18. November 2000 1 Woche \| 1 \| Daft Punk \| One More Time Thomas Bangalter, Guy-Manuel de Homem-Christo, Romanthony \| One More Time ist der erste Nummer-eins-Hit in Frankreich für Daft Punk. \| \| 19. November 2000 – 23. Dezember 2000 5 Wochen (insgesamt 17) \| 17 \| Philippe d'Avilla, Damien Sargue, Grégori Baquet \| Les rois du monde Gérard Presgurvic \| – \| \| 24. Dezember 2000 – 6. Januar 2001 2 Wochen \| 2 \| Alizée \| L'Alizé Mylène Farmer, Laurent Boutonnat \| Zeitgleich stand Alizée mit ihrem Lied Moi… Lolita auf Platz 3 der französischen Singlecharts. \| |                                          |                                                  |                                                                                               | |
| ← 1999 |                                          |                                                  |                                                                                               | → 2001 → |
| Zeitraum | Wo. ges.                                 | Interpret                                        | Titel Autor(en)                                                                               | Zusätzliche Informationen                                                                                         |
| (Zeitraum, Wochen auf Platz eins, Interpret, Titel, Autor[en], zusätzliche Informationen) |                                          |                                                  |                                                                                               | |
| 22. August 1999 – 8. Januar 2000 20 Wochen | 20                                       | Lou Bega                                         | Mambo No. 5 Perez Prado, Lou Bega, Christian Pletschacher                                     | Mambo No. 5 wurde von der SNEP für über 750.000 verkaufte Exemplare mit einer Diamant-Schallplatte ausgezeichnet. |
| 9. Januar 2000 – 22. Januar 2000 2 Wochen (insgesamt 4) | 4                                        | Eiffel 65                                        | Move Your Body Maury Lobina, Jeffrey Jey, Massimo Gabutti, Domenico Capuano, Roberto Molinaro | Nach Blue (Da Ba Dee) ist Move Your Body der zweite Nummer-eins-Hit von Eiffel 65.                                |
| 23. Januar 2000 – 29. Januar 2000 1 Woche (insgesamt 2) | 2                                        | Hélène Ségara                                    | Il y a trop de gens qui t'aiment Thierry Geoffroy, Christian Vié                              | – |
| 30. Januar 2000 – 12. Februar 2000 2 Wochen (insgesamt 4) | 4                                        | Eiffel 65                                        | Move Your Body Maury Lobina, Jeffrey Jey, Massimo Gabutti, Domenico Capuano, Roberto Molinaro | – |
| 13. Februar 2000 – 19. Februar 2000 1 Woche (insgesamt 2) | 2                                        | Hélène Ségara                                    | Il y a trop de gens qui t'aiment Thierry Geoffroy, Christian Vié                              | – |
| 20. Februar 2000 – 8. April 2000 7 Wochen | 7                                        | Tom Jones & Mousse T.                            | Sex Bomb Thierry Geoffroy, Christian Vié                                                      | – |
| 9. April 2000 – 22. Juli 2000 15 Wochen | 15                                       | Yannick                                          | Ces soirées là Bob Gaudio, Yannick, Judy Parker, DJ Effa                                      | – |
| 23. Juli 2000 – 19. August 2000 4 Wochen | 4                                        | Santana feat. The Product G&B                    | Maria Maria Carlos Santana, Wyclef Jean, Jerry Duplessis, Karl Perazzo, Raul Rekow            | – |
| 20. August 2000 – 11. November 2000 12 Wochen (insgesamt 17) | 17                                       | Philippe d'Avilla, Damien Sargue, Grégori Baquet | Les rois du monde Gérard Presgurvic                                                           | Das Lied stammt aus dem französischsprachigen Musical Romeo und Julia von Gérard Presgurvic.                      |
| 12. November 2000 – 18. November 2000 1 Woche | 1                                        | Daft Punk                                        | One More Time Thomas Bangalter, Guy-Manuel de Homem-Christo, Romanthony                       | One More Time ist der erste Nummer-eins-Hit in Frankreich für Daft Punk.                                          |
| 19. November 2000 – 23. Dezember 2000 5 Wochen (insgesamt 17) | 17                                       | Philippe d'Avilla, Damien Sargue, Grégori Baquet | Les rois du monde Gérard Presgurvic                                                           | – |
| 24. Dezember 2000 – 6. Januar 2001 2 Wochen | 2                                        | Alizée                                           | L'Alizé Mylène Farmer, Laurent Boutonnat                                                      | Zeitgleich stand Alizée mit ihrem Lied Moi… Lolita auf Platz 3 der französischen Singlecharts.                    |

## Alben
| ← 1999 ← | Liste der Nummer-eins-Hits in Frankreich | Liste der Nummer-eins-Hits in Frankreich | Liste der Nummer-eins-Hits in Frankreich | 2001 →                    |
| \| Zeitraum \| Wo. ges. \| Interpret \| Titel \| Zusätzliche Informationen \| \| (Zeitraum, Wochen auf Platz eins, Interpret, Titel, zusätzliche Informationen) \| \| \| \| \| \| ------------------------------------------------------------------------------ \| -------- \| ------------------------- \| ---------------------------------------- \| ------------------------- \| \| 5. Dezember 1999 – 8. Januar 2000 5 Wochen (insgesamt 11) \| 11 \| Johnny Hallyday \| Sang pour sang \| – \| \| 9. Januar 2000 – 15. Januar 2000 1 Woche (insgesamt 2) \| 2 \| Patrick Bruel \| Juste avant \| – \| \| 16. Januar 2000 – 19. Februar 2000 5 Wochen \| 5 \| Louise Attaque \| Comme on a dit \| – \| \| 20. Februar 2000 – 26. Februar 2000 1 Woche (insgesamt 9) \| 9 \| Santana \| Supernatural \| – \| \| 27. Februar 2000 – 1. April 2000 5 Wochen \| 5 \| Les Enfoirés \| Enfoirés en 2000 \| – \| \| 2. April 2000 – 15. April 2000 2 Wochen (insgesamt 9) \| 9 \| Santana \| Supernatural \| – \| \| 16. April 2000 – 22. April 2000 1 Woche (insgesamt 9) \| 9 \| Étienne Daho \| Corps et armes \| – \| \| 23. April 2000 – 13. Mai 2000 3 Wochen (insgesamt 9) \| 9 \| Santana \| Supernatural \| – \| \| 14. Mai 2000 – 27. Mai 2000 2 Wochen \| 2 \| Britney Spears \| Oops!… I Did It Again \| – \| \| 28. Mai 2000 – 17. Juni 2000 3 Wochen (insgesamt 9) \| 9 \| Santana \| Supernatural \| – \| \| 18. Juni 2000 – 24. Juni 2000 1 Woche (insgesamt 10) \| 10 \| Moby \| Play \| – \| \| 25. Juni 2000 – 8. Juli 2000 2 Wochen \| 2 \| Johnny Hallyday \| 100% Johnny - Live à la tour Eiffel \| – \| \| 9. Juli 2000 – 9. September 2000 9 Wochen (insgesamt 10) \| 10 \| Moby \| Play \| – \| \| 10. September 2000 – 16. September 2000 1 Woche \| 1 \| Michel Sardou \| Français \| – \| \| 17. September 2000 – 30. September 2000 2 Wochen \| 2 \| Madonna \| Music \| – \| \| 1. Oktober 2000 – 7. Oktober 2000 1 Woche \| 1 \| Radiohead \| Kid A \| – \| \| 8. Oktober 2000 – 14. Oktober 2000 1 Woche \| 1 \| Placebo \| Black Market Music \| – \| \| 15. Oktober 2000 – 21. Oktober 2000 1 Woche \| 1 \| Vanessa Paradis \| Bliss \| – \| \| 22. Oktober 2000 – 28. Oktober 2000 1 Woche \| 1 \| Lynda Lemay \| Du coq à l'âme \| – \| \| 29. Oktober 2000 – 4. November 2000 1 Woche \| 1 \| U2 \| All That You Can’t Leave Behind \| – \| \| 5. November 2000 – 11. November 2000 1 Woche \| 1 \| Florent Pagny \| Châtelet-Les Halles \| – \| \| 12. November 2000 – 18. November 2000 1 Woche \| 1 \| Julien Clerc \| Si j'étais elle \| – \| \| 19. November 2000 – 2. Dezember 2000 2 Wochen \| 2 \| Various Artists \| Noël ensemble \| – \| \| 3. Dezember 2000 – 9. Dezember 2000 1 Woche \| 1 \| Mylène Farmer \| Mylenium Tour \| – \| \| 10. Dezember 2000 – 6. Januar 2001 4 Wochen \| 4 \| Romeo und Julia (Musical) \| Roméo et Juliette, de la Haine à l’Amour \| – \| |                                          |                                          |                                          |                           |
| ← 1999 |                                          |                                          |                                          | → 2001 →                  |
| Zeitraum | Wo. ges.                                 | Interpret                                | Titel                                    | Zusätzliche Informationen |
| (Zeitraum, Wochen auf Platz eins, Interpret, Titel, zusätzliche Informationen) |                                          |                                          |                                          |                           |
| 5. Dezember 1999 – 8. Januar 2000 5 Wochen (insgesamt 11) | 11                                       | Johnny Hallyday                          | Sang pour sang                           | –                         |
| 9. Januar 2000 – 15. Januar 2000 1 Woche (insgesamt 2) | 2                                        | Patrick Bruel                            | Juste avant                              | –                         |
| 16. Januar 2000 – 19. Februar 2000 5 Wochen | 5                                        | Louise Attaque                           | Comme on a dit                           | –                         |
| 20. Februar 2000 – 26. Februar 2000 1 Woche (insgesamt 9) | 9                                        | Santana                                  | Supernatural                             | –                         |
| 27. Februar 2000 – 1. April 2000 5 Wochen | 5                                        | Les Enfoirés                             | Enfoirés en 2000                         | –                         |
| 2. April 2000 – 15. April 2000 2 Wochen (insgesamt 9) | 9                                        | Santana                                  | Supernatural                             | –                         |
| 16. April 2000 – 22. April 2000 1 Woche (insgesamt 9) | 9                                        | Étienne Daho                             | Corps et armes                           | –                         |
| 23. April 2000 – 13. Mai 2000 3 Wochen (insgesamt 9) | 9                                        | Santana                                  | Supernatural                             | –                         |
| 14. Mai 2000 – 27. Mai 2000 2 Wochen | 2                                        | Britney Spears                           | Oops!… I Did It Again                    | –                         |
| 28. Mai 2000 – 17. Juni 2000 3 Wochen (insgesamt 9) | 9                                        | Santana                                  | Supernatural                             | –                         |
| 18. Juni 2000 – 24. Juni 2000 1 Woche (insgesamt 10) | 10                                       | Moby                                     | Play                                     | –                         |
| 25. Juni 2000 – 8. Juli 2000 2 Wochen | 2                                        | Johnny Hallyday                          | 100% Johnny - Live à la tour Eiffel      | –                         |
| 9. Juli 2000 – 9. September 2000 9 Wochen (insgesamt 10) | 10                                       | Moby                                     | Play                                     | –                         |
| 10. September 2000 – 16. September 2000 1 Woche | 1                                        | Michel Sardou                            | Français                                 | –                         |
| 17. September 2000 – 30. September 2000 2 Wochen | 2                                        | Madonna                                  | Music                                    | –                         |
| 1. Oktober 2000 – 7. Oktober 2000 1 Woche | 1                                        | Radiohead                                | Kid A                                    | –                         |
| 8. Oktober 2000 – 14. Oktober 2000 1 Woche | 1                                        | Placebo                                  | Black Market Music                       | –                         |
| 15. Oktober 2000 – 21. Oktober 2000 1 Woche | 1                                        | Vanessa Paradis                          | Bliss                                    | –                         |
| 22. Oktober 2000 – 28. Oktober 2000 1 Woche | 1                                        | Lynda Lemay                              | Du coq à l'âme                           | –                         |
| 29. Oktober 2000 – 4. November 2000 1 Woche | 1                                        | U2                                       | All That You Can’t Leave Behind          | –                         |
| 5. November 2000 – 11. November 2000 1 Woche | 1                                        | Florent Pagny                            | Châtelet-Les Halles                      | –                         |
| 12. November 2000 – 18. November 2000 1 Woche | 1                                        | Julien Clerc                             | Si j'étais elle                          | –                         |
| 19. November 2000 – 2. Dezember 2000 2 Wochen | 2                                        | Various Artists                          | Noël ensemble                            | –                         |
| 3. Dezember 2000 – 9. Dezember 2000 1 Woche | 1                                        | Mylène Farmer                            | Mylenium Tour                            | –                         |
| 10. Dezember 2000 – 6. Januar 2001 4 Wochen | 4                                        | Romeo und Julia (Musical)                | Roméo et Juliette, de la Haine à l’Amour | –                         |